# Armata Belgiană
Armata Belgiei (L'armée belge/„Belgisch leger”) este armata națională a Belgiei. Armata Belgiei a fost fondată când Belgia și-a obținut independența în octombrie 1830. De atunci armata a luptat în Primul Război Mondial, al Doilea Război Mondial a stat de pază în Republica Federală Germania în timpul Războiului Rece și a intervenit de câteva ori în Congo.